# 吕美生
吕美生（1932年12月—2016年2月24日），安徽省旌德县人，1951年毕业于徽州师范学校。1956年就读复旦大学中文系，1961年毕业，任教于安徽大学中文系，后为安徽大学副教授、教授。其后曾师从冯沅君、陆侃如、王运熙。著或与人合著《美学百题》、《中国历代诗话全编》、《中国古代文论范畴》、《梅尧臣研究》、《中国古代爱情诗歌词典》。女儿吕新雨。